# Enrique Estela Lluch
Enrique Estela Lluch (València, 6 de gener de 1894 - Madrid, 21 de setembre de 1975) fou un compositor i director d'orquestra valencià, i marit de l'eminent tiple de sarsuela i d'òpera Emilia Iglesias.

## Obres[2]
És autor, entre d'altres, de les següents obres:
- 1917 La cara del ministro, sarsuela en un acte composta en col·laboració amb el mestre Manuel Penella.
- 1919 La hebrea, sarsuela en tres actes.[1]
- 1921 Sanatorio del amor, sarsuela en un acte.
- 1923 Rosa de Flandes, sarsuela composta en col·laboració amb el mestre Reveriano Soutullo.
- 1923 El país de las estrellas, sarsuela en un acte.
- 1925 Tierra levantina, òpera en dos actes.
- 1927 La hora de la verdad. Relojería, sarsuela en un acte composta en col·laboració amb el mestre Jacinto Guerrero.
- 1929 Segundo, tercero, quinto, sarsuela en dos actes composta en col·laboració amb el mestre José Lucio Mediavilla.
- 1929 Una y otra, sarsuela en dos actes.
- 1930 La mujer de bandera, revista musical en dos actes.
- 1931 Qué amarga es la vida, sarsuela en un acte.
- 1934 La Gruta de los Suspiros, revista musical composta en col·laboració amb el mestre Francisco Alonso.
- 1935 Sol de libertad, sarsuela en dos actes.
- 1936 Ki-kí, revista musical en dos actes composta en col·laboració amb el mestre Guillermo Cases, que estrenà Celia Gámez.
- 1956 Pepe el risueño, sarsuela en un acte.

El mestre Enrique Estela va dirigir l'estrena absoluta de totes les seves obres.
Va fer l'arranjament i l'orquestració de La Venta de los Gatos, òpera pòstuma en dos actes del mestre José Serrano. L'estrena absoluta d'aquesta òpera va ser el 24 d'abril de 1943 al Teatre Principal de València. A Madrid es va estrenar el 8 d'octubre del mateix any al Teatro Madrid. Totes dues estrenes van ser dirigides pel mestre Enrique Estela.
Va ser un dels 12 compositors (Enrique Estela, Conrado del Campo, Jesús García Leoz, José Luis Lloret, Agustín Moreno Pavón, Federico Moreno Torroba, Daniel Montorio, José Olmedo, Manuel Parada, Juan Quintero, Jesús Romo i Ernesto Rosillo) que van fer l'orquestració de El canastillo de fresas, sarsuela pòstuma en dos actes del mestre Jacinto Guerrero. El mestre Guerrero va morir dos mesos abans de la seva estrena absoluta el 16 de novembre de 1951 al Teatro Albéniz de Madrid, havent només deixat acabat el manuscrit per a cant i piano.

## Enregistraments discogràfics
Va dirigir els enregistraments discogràfics següents:
- Canciones italianas. Alfredo Kraus. Orquesta de Cámara de Madrid. Director: Enrique Estela.
- Fantasía orquestral. La revoltosa, de Ruperto Chapí. La verbena de la Paloma, de Tomás Bretón. Orquesta de Cámara de Madrid. Director: Enrique Estela.
- Fantasía orquestral. Agua, azucarillos y aguardiente, de Federico Chueca. La revoltosa, de Ruperto Chapí. Orquesta de Cámara de Madrid. Director: Enrique Estela.
- La leyenda del beso, de Reveriano Soutullo i Juan Vert. Dolores Pérez, Luisa de Córdoba, Albert Aguilà, José Picasso, Santiago Ramalle, Tino Miro, Alicia Olavarría i José Peromingo. Coro de Radio Nacional de España. Orquesta de Cámara de Madrid. Director: Enrique Estela.
- La Gran Vía, de Federico Chueca i Joaquín Valverde. Inés Rivadeneira, Luis Rodrigo, Santiago Ramalle, Pascual Bloise i José Granados. Coro Cantores de Madrid. Orquesta de Cámara de Madrid. Director: Enrique Estela.
- La Generala, d'Amadeu Vives. Ana María Olaria, Elsa del Campo, Anita Fernández, Alfredo Kraus, José Granados, Santiago Ramalle i Tino Moro. Coro de Radio Nacional de España. Orquesta de Cámara de Madrid. Director: Enrique Estela.
- Eva, de Franz Lehár. Ana María Olaria, Alfredo Kraus, Luisa de Córdoba, Santiago Ramalle i José Granados. Coro de Radio Nacional de España. Orquesta de Cámara de Madrid. Director: Enrique Estela.
- La duquesa del Bal Tabarin, de Leo Bard. Dolores Pérez, Elsa del Campo, Tomás Álvarez i Santiago Ramalle. Coro de Radio Nacional de España. Orquesta de Cámara de Madrid. Director: Enrique Estela.

## Vincles familiars
Enrique Belenguer Estela (València, 7 de juliol de 1913 - València, 2 de setembre de 1993), director d'orquestra, compositor i docent, era nebot carnal del mestre Enrique Estela. Enrique Estela, a més de ser el seu oncle carnal (germà de la seva mare), va ser el seu padrí de baptisme (per això se li va posar el nom d'Enrique) i, sens dubte, va ser també el seu padrí professional. En realitat, Enrique Estela va exercir, més que d'oncle carnal seu, de veritable pare en morir el seu quan tan sols tenia 8 anys.